# Diocesi di Tezpur
La diocesi di Tezpur (in latino Dioecesis Tezpurensis) è una sede della Chiesa cattolica in India suffraganea dell'arcidiocesi di Guwahati. Nel 2022 contava 192.992 battezzati su 8.375.205 abitanti. È retta dal vescovo Michael Akasius Toppo.

## Territorio
La diocesi comprende i distretti di Udalguri, Darrang, Sonitpur, Lakhimpur e Dhemaji, e le sottodivisioni di Rupahihat, Kaliabor e Samuguri nel distretto di Nagaon, nello stato dell'Assam in India.
Sede vescovile è la città di Tezpur, dove si trova la cattedrale di San Giovanni Bosco.
Il territorio è suddiviso in 33 parrocchie.

## Storia
La diocesi è stata eretta il 16 gennaio 1964 con la bolla Fidei catholicae di papa Paolo VI, ricavandone il territorio dalle diocesi di Dibrugarh e di Shillong (oggi arcidiocesi).
Originariamente suffraganea dell'arcidiocesi di Calcutta, il 26 giugno 1969 è diventata suffraganea dell'arcidiocesi di Gauhati-Shillong.
Il 20 gennaio 1975 in forza del decreto Quo facilius della Congregazione di Propaganda Fide la giurisdizione sui cattolici del Bhutan è passata dalla diocesi di Tezpur a quella di Darjeeling.
Il 30 marzo 1992 ha ceduto una porzione del suo territorio a vantaggio dell'erezione della diocesi di Guwahati (oggi arcidiocesi).
Il 10 luglio 1995 è entrata a far parte della provincia ecclesiastica di Guwahati.
Il 7 dicembre 2005 ha ceduto un'altra porzione del suo territorio a vantaggio dell'erezione della diocesi di Itanagar.

## Cronotassi dei vescovi
Si omettono i periodi di sede vacante non superiori ai 2 anni o non storicamente accertati.
- Oreste Marengo, S.D.B. † (6 luglio 1964 - 26 giugno 1969 dimesso[2])
- Joseph Mittathany † (26 giugno 1969 - 28 marzo 1980 nominato vescovo di Imphal)
- Robert Kerketta, S.D.B. † (24 ottobre 1980 - 3 dicembre 2007 ritirato)
- Michael Akasius Toppo, dal 3 dicembre 2007

## Statistiche
La diocesi nel 2022 su una popolazione di 8.375.205 persone contava 192.992 battezzati, corrispondenti al 2,3% del totale.
| anno | popolazione | popolazione | popolazione | presbiteri | presbiteri | presbiteri | presbiteri                | diaconi | religiosi | religiosi | parrocchie |
| anno | battezzati  | totale      | %           | numero     | secolari   | regolari   | battezzati per presbitero | diaconi | uomini    | donne     | parrocchie |
| ---- | ----------- | ----------- | ----------- | ---------- | ---------- | ---------- | ------------------------- | ------- | --------- | --------- | ---------- |
| 1970 | 64.450      | 3.714.000   | 1,7         | 29         | 15         | 14         | 2.222                     |         | 21        | 59        | 12         |
| 1980 | 106.000     | 7.036.000   | 1,5         | 57         | 40         | 17         | 1.859                     |         | 28        | 99        | 30         |
| 1990 | 195.000     | 6.201.000   | 3,1         | 82         | 56         | 26         | 2.378                     |         | 26        | 150       | 40         |
| 1999 | 175.898     | 5.288.000   | 3,3         | 77         | 41         | 36         | 2.284                     |         | 39        | 188       | 35         |
| 2000 | 185.939     | 5.973.939   | 3,1         | 81         | 43         | 38         | 2.295                     |         | 45        | 197       | 40         |
| 2001 | 190.200     | 7.053.200   | 2,7         | 84         | 43         | 41         | 2.264                     |         | 48        | 205       | 42         |
| 2002 | 209.980     | 7.085.000   | 3,0         | 90         | 45         | 45         | 2.333                     |         | 57        | 220       | 43         |
| 2003 | 218.145     | 7.251.372   | 3,0         | 95         | 45         | 50         | 2.296                     |         | 62        | 228       | 43         |
| 2004 | 227.566     | 7.334.376   | 3,1         | 101        | 47         | 54         | 2.253                     |         | 66        | 235       | 46         |
| 2005 | 108.800     | 4.335.100   | 2,5         | 68         | 42         | 26         | 1.600                     |         | 5         | 210       | 30         |
| 2010 | 184.041     | 4.623.000   | 4,0         | 76         | 47         | 29         | 2.421                     |         | 34        | 231       | 30         |
| 2014 | 191.941     | 8.375.191   | 2,3         | 89         | 51         | 38         | 2.156                     |         | 89        | 239       | 32         |
| 2017 | 194.820     | 8.705.620   | 2,2         | 95         | 57         | 38         | 2.050                     |         | 116       | 242       | 32         |
| 2020 | 201.800     | 9.013.200   | 2,2         | 111        | 61         | 50         | 1.818                     |         | 128       | 250       | 33         |
| 2022 | 192.992     | 8.375.205   | 2,3         | 132        | 67         | 65         | 1.462                     |         | 146       | 250       | 33         |